# Die Heimkehr des Verbannten
Die Heimkehr des Verbannten (El retorn dels exiliats) és una òpera en tres actes composta per Carl Otto Nicolai sobre un llibret alemany de Siegfried Kapper, basat en Il Proscritto. S'estrenà al Theater am Kärntnertor de Viena el 3 de febrer de 1844.